# بیرشتت
بیرشتت (به آلمانی: Bierstedt) یک منطقهٔ مسکونی در آلمان است که در روهربرگ (زاکسونی)-آنهالت واقع شده‌است. بیرشتت ۱۶۴ نفر جمعیت دارد.